# ريتشارد ماير
(بالإنجليزية: Richard Meier) من أشهر المعماريين من مواليد 12 تشرين الأول 1934 نيوجرسي - الولايات المتحدة الأمريكية.

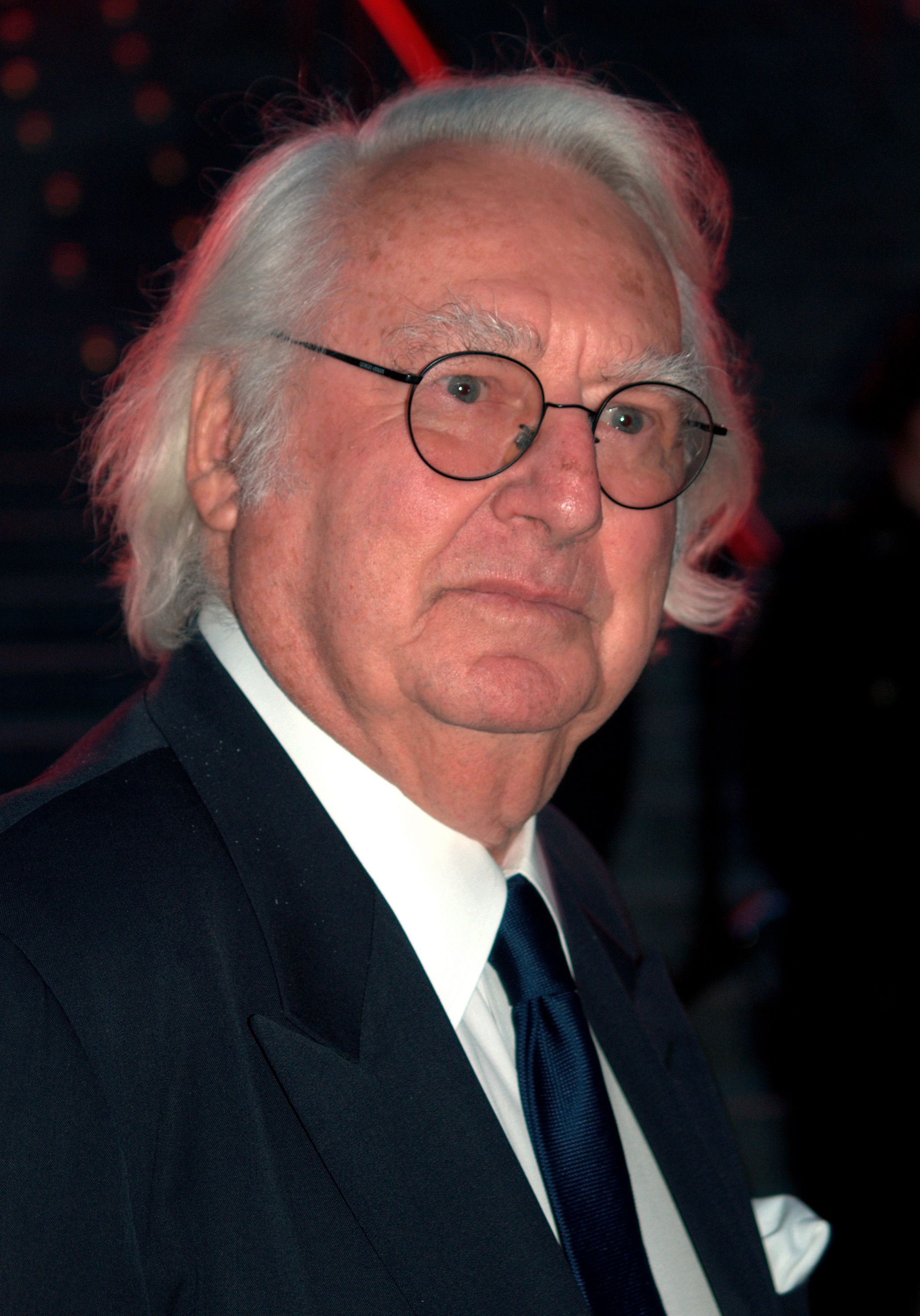
ريتشارد ماير 2009.

ريتشارد ماير يهودي الأصل ولد في ولاية نيوجرسي. حصل على درجة الباكالوريوس في العمارة من جامعة كورنيل عام 1957. في عام 1963 بدأ العمل لحسابه الخاص في نيويورك. ريتشتارد وشركائه لديهم مكاتب في نيويورك ولوس أنجلوس، بالإضافة إلى مشاربع في الصين وتل أبيب وباريس وهامبورغ.
تأثرت أعماله بمصممين آخرين أمثال مس فان دي رو، وفرانك لويد رايت، ولويس باراجان. في عام 1984، حصل على جائزة بريتزكر. وفي 2008 حصل على الميدالية الذهبية في العمارة من أكاديمية الفنون.

## روابط خارجية
- ريتشارد ماير على موقع الموسوعة البريطانية (الإنجليزية)
- ريتشارد ماير على موقع مونزينجر (الألمانية)